# Viettesia modesta
Viettesia modesta là một loài bướm đêm thuộc phân họ Arctiinae, họ Erebidae.